# Place du Général-Leclerc (Saint-Denis)
Pour les articles homonymes, voir Place du Général-Leclerc.
La place du Général-Leclerc est une voie de communication de Saint-Denis.

## Situation et accès
Elle se situe à l'intersection de la rue Gabriel-Péri, de l'avenue de Stalingrad, de l'avenue du Colonel-Fabien (anciennement route d'Épinay) et de l'avenue Roger-Sémat (ancienne route de Pierrefitte, ex-route nationale 14a [renumérotée RN 214], se dirigeant vers le carrefour des Mobiles à Épinay-sur-Seine).

## Origine du nom

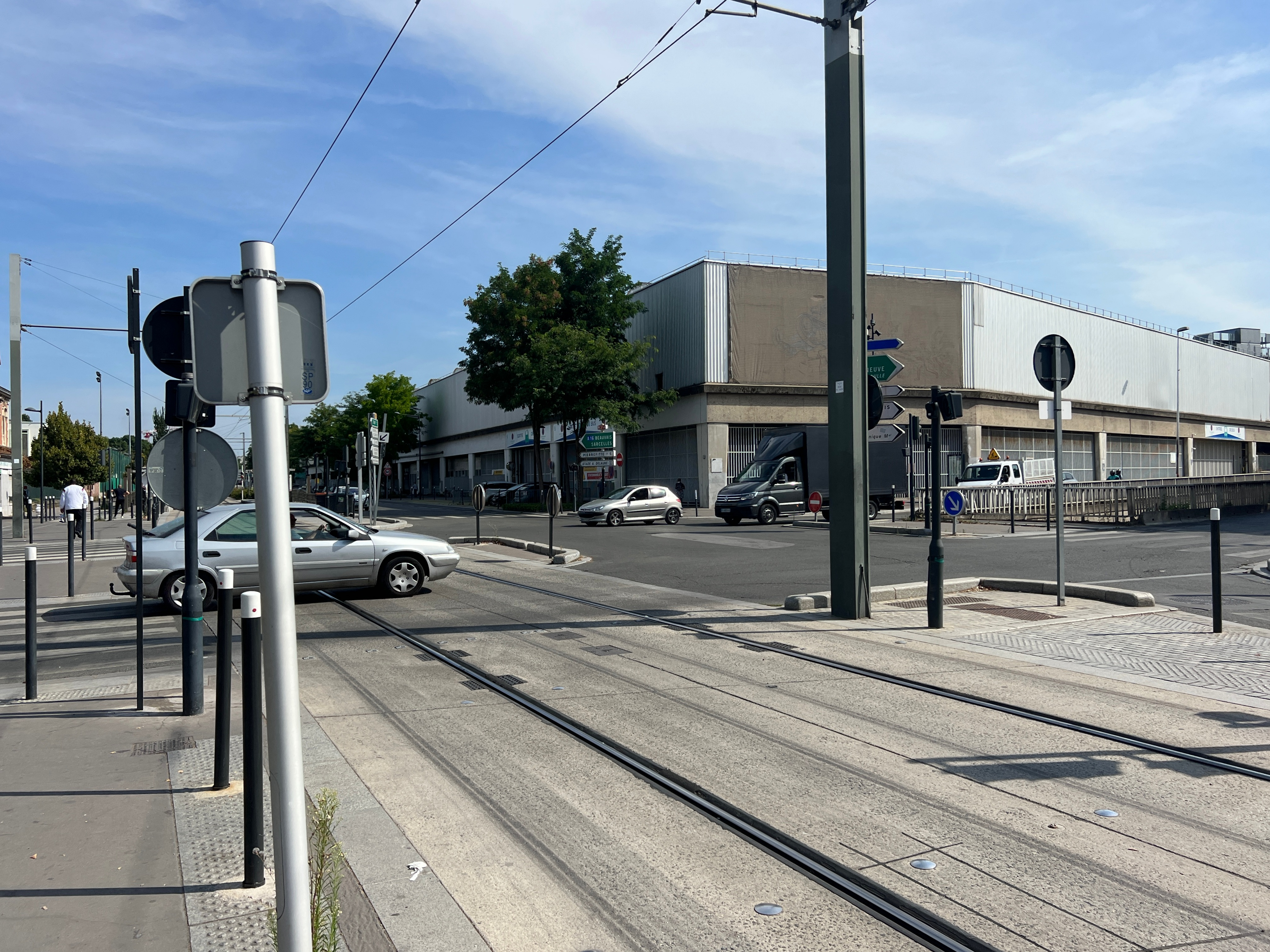
La place en juillet 2022, avant la restauration de la fresque.

Cette place porte le nom du maréchal Philippe Leclerc de Hauteclocque.

## Historique

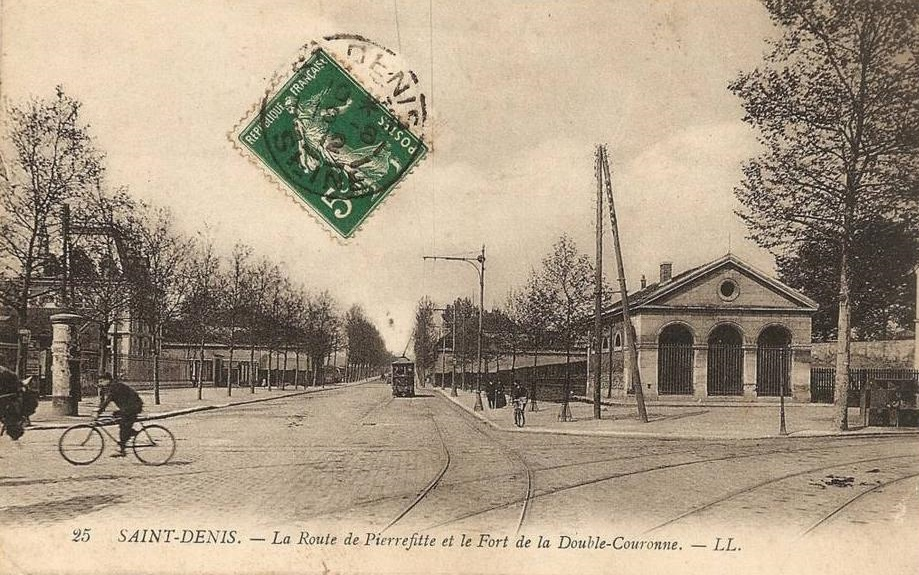
Saint-Denis, le fort de la Double-Couronne, en 1912.

L'ancien nom de cette place, « Rond-Point du Barrage », provient de sa situation stratégique sur la route de Pierrefitte et du fort militaire qui la protégeait. Depuis le 20 février 1948, elle porte le nom de « place du Général-Leclerc ».
Sur l’un des frontons du dépôt de bus donnant sur la place, se trouve une fresque en ciment, réalisée par Jean Amblard en 1965, qui représente la bataille pour la libération de Saint-Denis d’août 1944,. Très endommagée par le temps, cette fresque est restaurée en 2025 conjointement par la RATP et la Ville de Saint-Denis,

## Bâtiments remarquables et lieux de mémoire
Autrefois, se trouvait à cet endroit le fort de la Double-Couronne.